# Фосфоритная (посёлок)
Фосфори́тная' — упразднённый в 2012 году посёлок в Верхнекамском районе Кировской области России.

## География

### Климат
Расположен в зоне средней тайги. Вегетационный период короткий и составляет 153—157 дней, безморозный период — 105—110 дней.

## Название
Станция получила название Фосфоритная в связи с тем, что в этом районе было обнаружено месторождение фосфоритной руды.

## История
В 1929 году Совет труда и обороны СССР принял решение о строительстве железной дороги на север от станции Яр. Тогда, когда шло строительство железной дороги, по словам старожилов и появились первые жители станции. Примерно в то же время здесь появились и первые ссыльные — «белогвардейцы». Затем от Вятлага открылась женская зона.
Стройка осуществлялась «Уралжелдорстроем» и считалась ударной. Движение по дороге открыли в начале 1930-х. В постоянную эксплуатацию железная дорога была принята в 1940 году. Именно этот год считается официальным годом открытия станции.
После пожара 1938 года осуждённые убирали горелый лес. Работал смоляной заводик. Все работы выполнялись при помощи лошадей, сена требовалось много, поэтому выкашивали все болота.
В годы войны на станции был т. н. «немецкий городок» — своеобразный пересыльный пункт для военнопленных. Здесь они жили, работали, некоторых отправляли в Рудничный — «больничку».
После войны вятлаговскую зону на Фосфоритной закрыли, вместо неё разместился стройбат — одна рота жила на Колыме, две — на станции.
Снят с учёта 28.06.2012 Законом Кировской области от 28.06.2012 № 178-ЗО.

## Инфраструктура
При в/ч была больница, магазин, клуб. Солдаты валили лес, занимались производством пиломатериалов — работала пилорама. Стрельбище в лесу построено не ими и не для них. Оно оборудовано неким авиационным заводом для проведения испытаний. «Доты» в действительности — бетонные постаменты для зениток. Военчасть была перебазирована со станции в 1969 году.
Начальная школа относилась к Горьковской железной дороге. В ней было четыре класса, соответственно, четыре учителя и директор школы. Школа закрылась в 1975 году, тогда в этом здании разместился пионерский лагерь «Луч». Помимо школы, на станции был детский сад, два медпункта.

### Кладбище
Было два кладбища: для военнопленных и гражданских.
Во время войны умерших военнопленных хоронили в лесу, в стороне от гражданского кладбища. По сведениям старожилов на «немецком» кладбище захоронено 500—700 человек. Кладбище не сохранилось — по нему проложили асфальтированную дорогу.
Для гражданских кладбище в лесу. Здесь похоронены как первый начальник станции Фосфоритная, так и последний — Василий Старков. Вместе с ним похоронена его жена, сын, другие родственники.
Стоит памятник директору пристанционной школы. Его поставили его ученики — родственников в районе нет.
В последние годы покойных на сохранившееся кладбище возят на дрезине.

## Транспорт
В посёлке расположен разъезд Фосфоритная железной дороги Яр — Верхнекамская.
Параллельно ж/д шла грунтовая дорога, через речку лежал хороший деревянный мост.

## Фотогалерея

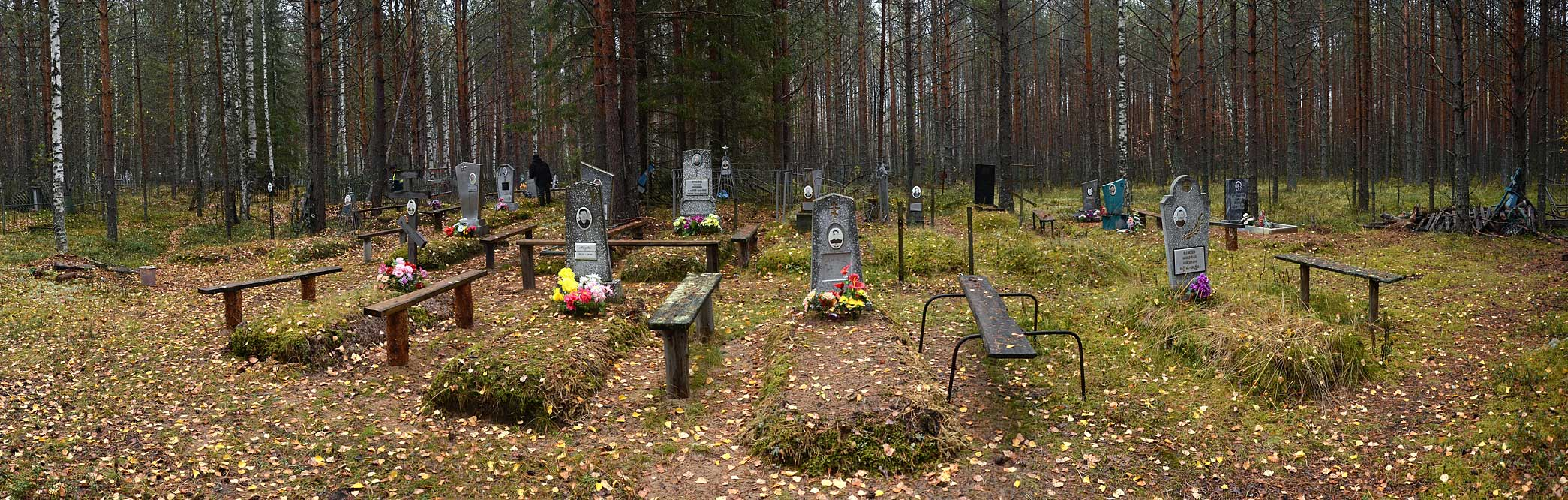
Фосфоритное кладбище
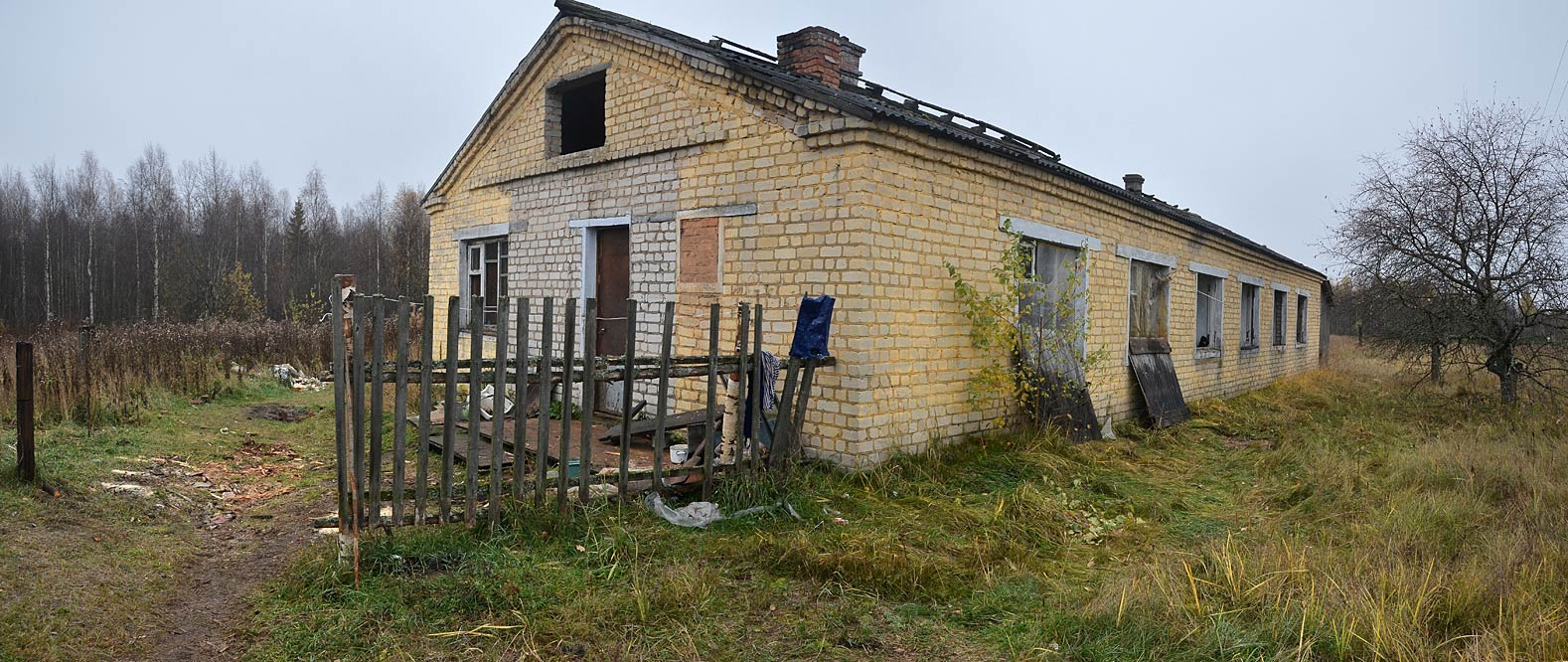
Бывший вокзал
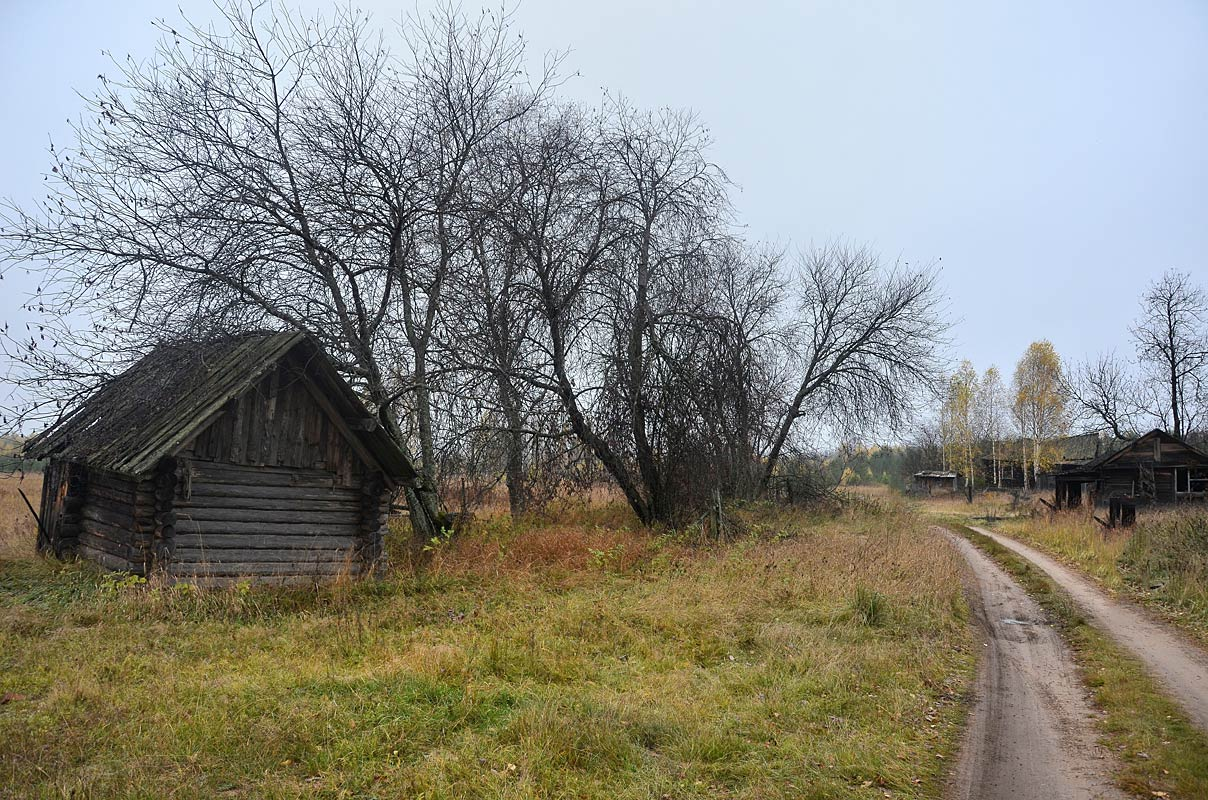
Фосфоритная
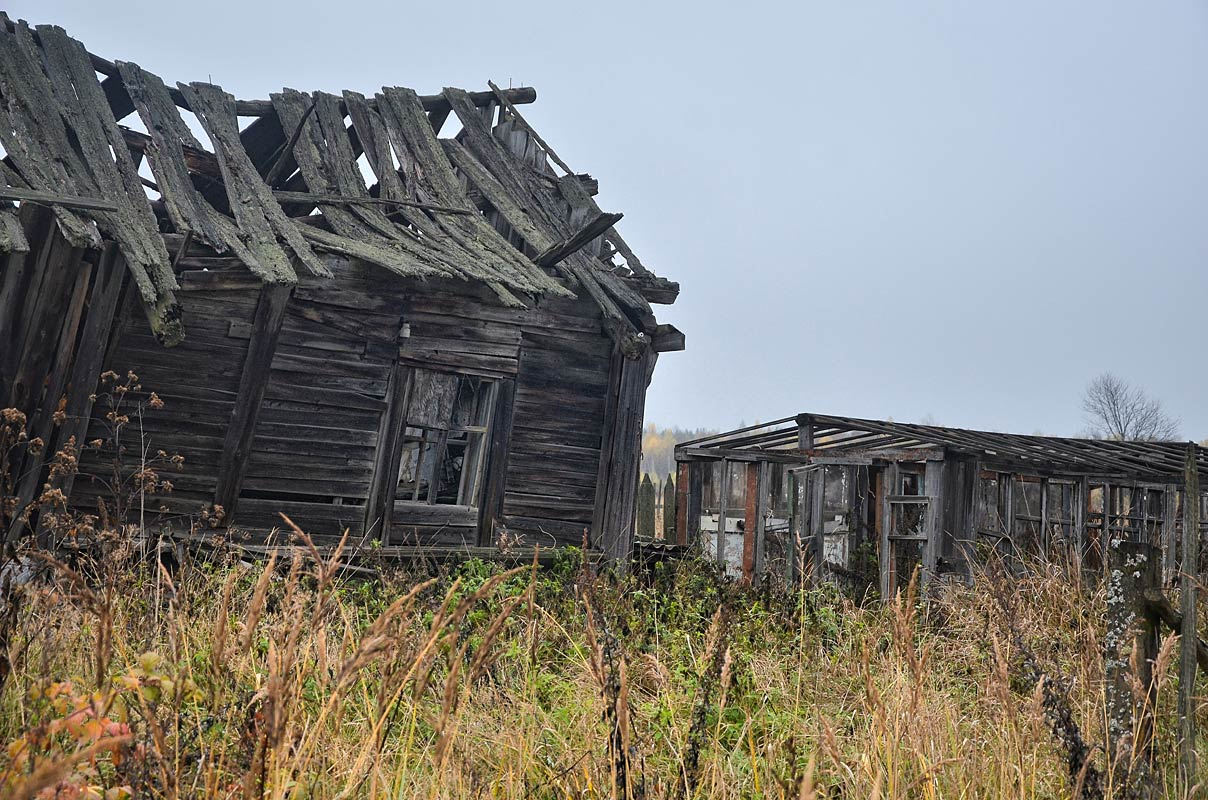
Фосфоритная
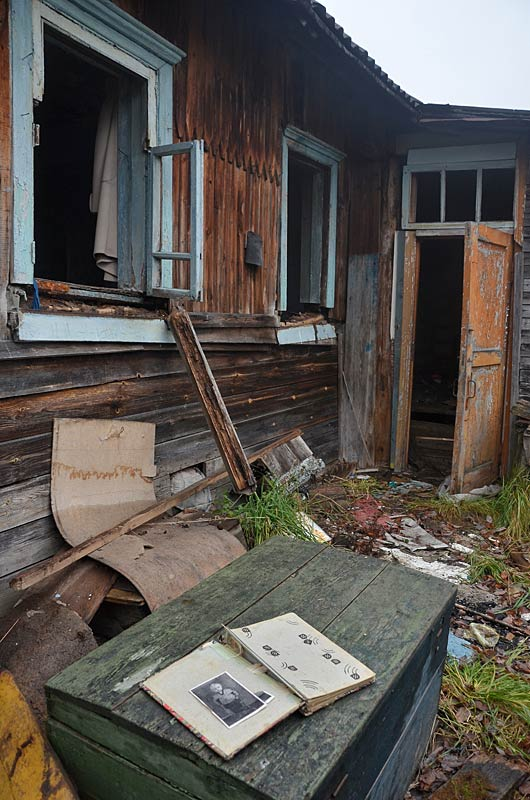
Фосфоритная
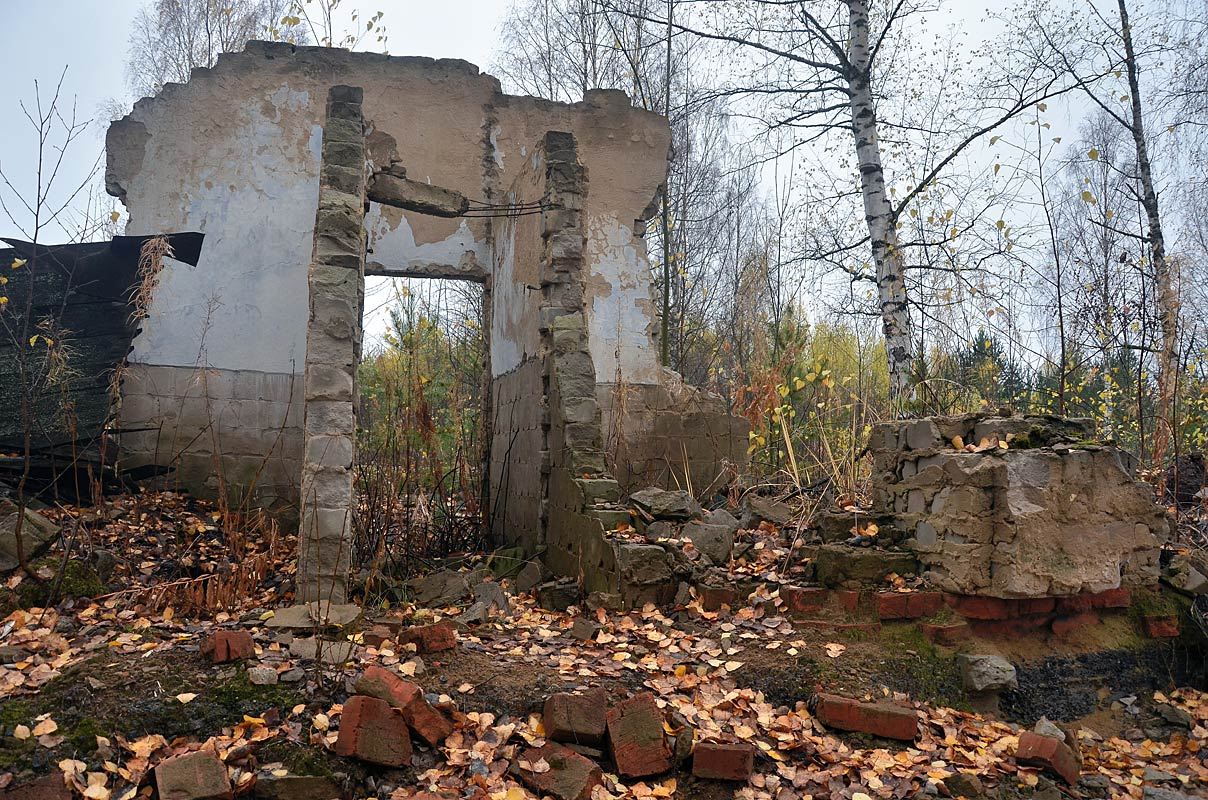
Развалины пионерлагеря Луч